# Lys (Nièvre)
Lys és un municipi francès, situat al departament del Nièvre i a la regió de Borgonya - Franc Comtat. L'any 2007 tenia 123 habitants.

## Demografia

### Població
El 2007 la població de fet de Lys era de 123 persones. Hi havia 64 famílies, de les quals 28 eren unipersonals (8 homes vivint sols i 20 dones vivint soles), 20 parelles sense fills, 12 parelles amb fills i 4 famílies monoparentals amb fills.
La població ha evolucionat segons el següent gràfic:
Habitants censats

### Habitatges
El 2007 hi havia 118 habitatges, 62 eren l'habitatge principal de la família, 50 eren segones residències i 6 estaven desocupats. 116 eren cases i 1 era un apartament. Dels 62 habitatges principals, 50 estaven ocupats pels seus propietaris, 7 estaven llogats i ocupats pels llogaters i 5 estaven cedits a títol gratuït; 1 tenia una cambra, 10 en tenien dues, 19 en tenien tres, 18 en tenien quatre i 14 en tenien cinc o més. 41 habitatges disposaven pel capbaix d'una plaça de pàrquing. A 23 habitatges hi havia un automòbil i a 23 n'hi havia dos o més.

### Piràmide de població
La piràmide de població per edats i sexe el 2009 era:
| Homes | Edats   | Dones |
| ----- | ------- | ----- |
| 0     | 95 o +  | 0     |
| 0     | 90 a 94 | 0     |
| 0     | 85 a 89 | 0     |
| 0     | 80 a 84 | 4     |
| 0     | 75 a 79 | 8     |
| 12    | 70 a 74 | 4     |
| 4     | 65 a 69 | 12    |
| 4     | 60 a 64 | 8     |
| 0     | 55 a 59 | 0     |
| 4     | 50 a 54 | 8     |
| 12    | 45 a 49 | 0     |
| 0     | 40 a 44 | 4     |
| 4     | 35 a 39 | 4     |
| 0     | 30 a 34 | 0     |
| 0     | 25 a 29 | 4     |
| 0     | 20 a 24 | 0     |
| 4     | 15 a 19 | 4     |
| 8     | 10 a 14 | 0     |
| 0     | 5 a 9   | 0     |
| 4     | 0 a 4   | 4     |

## Economia
El 2007 la població en edat de treballar era de 63 persones, 43 eren actives i 20 eren inactives. De les 43 persones actives 36 estaven ocupades (20 homes i 16 dones) i 7 estaven aturades (5 homes i 2 dones). De les 20 persones inactives 13 estaven jubilades, 3 estaven estudiant i 4 estaven classificades com a «altres inactius».

### Ingressos
El 2009 a Lys hi havia 57 unitats fiscals que integraven 105 persones, la mediana anual d'ingressos fiscals per persona era de 15.392 €.

### Activitats econòmiques
Dels 4 establiments que hi havia el 2007, 3 eren d'empreses de construcció i 1 d'una empresa de serveis.
Dels 3 establiments de servei als particulars que hi havia el 2009, 1 era un paleta i 2 electricistes.
L'any 2000 a Lys hi havia 10 explotacions agrícoles que ocupaven un total de 255 hectàrees.

## Poblacions més properes
El següent diagrama mostra les poblacions més properes.